# Wereldbeker freestyleskiën 2024/2025
De wereldbeker freestyleskiën 2024/2025 (officieel: FIS World Cup Freestyle skiing) is een competitie voor freestyleskiërs die georganiseerd wordt door de internationale skifederatie FIS. In de wereldbeker zijn zowel voor mannen als voor vrouwen zes disciplines opgenomen (halfpipe, slopestyle, ski cross, aerials, moguls en dual moguls). Voor deze disciplines worden ieder afzonderlijk medailles uitgereikt. Het seizoen begon op 8 september 2024 in het Nieuw-Zeelandse Cardrona en eindigde op 30 maart 2025 in het Zweedse Idre Fjäll.

## Mannen

### Kalender
| Datum | Plaats                 | Onderdeel   | Eerste                        | Tweede                        | Derde                         |
| --- | ---------------------- | ----------- | ----------------------------- | ----------------------------- | ----------------------------- |
| 08/09/2024 | Cardrona               | Halfpipe    | Brendan Mackay                | Alex Ferreira                 | Andrew Longino                |
| 18/10/2024 | Chur                   | Big air     | Matěj Švancer                 | Tormod Frostad                | Dylan Deschamps               |
| 23/11/2024 | Stubai                 | Slopestyle  | Colby Stevenson               | Andri Ragettli                | Tormod Frostad                |
| 30/11/2024 | Ruka                   | Moguls      | Mikaël Kingsbury              | Walter Wallberg               | Ikuma Horishima               |
| 01/12/2024 | Beijing                | Big air     | Tormod Frostad                | Miro Tabanelli                | Dylan Deschamps               |
| 06/12/2024 | Idre Fjäll             | Moguls      | Mikaël Kingsbury              | Ikuma Horishima               | Walter Wallberg               |
| 07/12/2024 | Idre Fjäll             | Dual Moguls | Afgelast, vanwege dichte mist | Afgelast, vanwege dichte mist | Afgelast, vanwege dichte mist |
| 07/12/2024 | Secret Garden          | Halfpipe    | Nick Goepper                  | Alex Ferreira                 | David Wise                    |
| 12/12/2024 | Val Thorens            | Skicross    | Simone Deromedis              | Florian Wilmsmann             | Kevin Drury                   |
| 13/12/2024 | Val Thorens            | Skicross    | Adam Kappacher Alex Fiva      |                               | Kevin Drury                   |
| 13/12/2024 | Alpe d'Huez            | Moguls      | Afgelast                      | Afgelast                      | Afgelast                      |
| 14/12/2024 | Alpe d'Huez            | Dual Moguls | Afgelast                      | Afgelast                      | Afgelast                      |
| 17/12/2024 | Arosa                  | Skicross    | Reece Howden                  | Simone Deromedis              | David Mobärg                  |
| 20/12/2024 | Innichen               | Skicross    | Florian Wilmsmann             | Youri Duplessis Kergomard     | Johannes Aujesky              |
| 21/12/2024 | Innichen               | Skicross    | Reece Howden                  | Alex Fiva                     | Simone Deromedis              |
| 20/12/2024 | Bakoeriani             | Moguls      | Benjamin Cavet                | Mikaël Kingsbury              | Severi Vierelä                |
| 21/12/2024 | Bakoeriani             | Dual Moguls | Walter Wallberg               | Benjamin Cavet                | Filip Gravenfors              |
| 21/12/2024 | Copper Mountain        | Halfpipe    | Alex Ferreira                 | Brendan Mackay                | Nick Goepper                  |
| 04/01/2025 | Klagenfurt             | Big air     | Luca Harrington               | Timothé Sivignon              | Matěj Švancer                 |
| 10/01/2025 | Kreischberg            | Big air     | Luca Harrington               | Matěj Švancer                 | Leo Landrø                    |
| 16/01/2025 | Reiteralm              | Skicross    |                               |                               |                               |
| 17/01/2025 | Reiteralm              | Skicross    |                               |                               |                               |
| 17/01/2025 | Laax                   | Slopestyle  |                               |                               |                               |
| 18/01/2025 | Lake Placid            | Aerials     |                               |                               |                               |
| 24/01/2025 | Waterville Valley      | Moguls      |                               |                               |                               |
| 25/01/2025 | Waterville Valley      | Dual Moguls |                               |                               |                               |
| 25/01/2025 | Lac Beauport           | Aerials     |                               |                               |                               |
| 26/01/2025 | Lac Beauport           | Aerials     |                               |                               |                               |
| 31/01/2025 | Val Saint-Côme         | Moguls      |                               |                               |                               |
| 01/02/2025 | Val Saint-Côme         | Dual Moguls |                               |                               |                               |
| 01/02/2025 | Sankt Moritz           | Skicross    |                               |                               |                               |
| 02/02/2025 | Sankt Moritz           | Skicross    |                               |                               |                               |
| 01/02/2025 | Aspen                  | Slopestyle  |                               |                               |                               |
| 02/02/2025 | Aspen                  | Halfpipe    |                               |                               |                               |
| 06/02/2025 | Aspen                  | Big air     |                               |                               |                               |
| 06/02/2025 | Deer Valley            | Moguls      |                               |                               |                               |
| 07/02/2025 | Deer Valley            | Aerials     |                               |                               |                               |
| 08/02/2025 | Deer Valley            | Dual Moguls |                               |                               |                               |
| 08/02/2025 | Val di Fassa           | Skicross    |                               |                               |                               |
| 09/02/2025 | Val di Fassa           | Skicross    |                               |                               |                               |
| 15/02/2025 | Calgary                | Halfpipe    |                               |                               |                               |
| 21/02/2025 | Baidahu                | Moguls      |                               |                               |                               |
| 22/02/2025 | Baidahu                | Dual Moguls |                               |                               |                               |
| 23/02/2025 | Baidahu                | Aerials     |                               |                               |                               |
| 22/02/2025 | Stoneham-et-Tewkesbury | Halfpipe    |                               |                               |                               |
| 28/02/2025 | Goedaoeri              | Skicross    |                               |                               |                               |
| 01/03/2025 | Goedaoeri              | Skicross    |                               |                               |                               |
| 28/02/2025 | Almaty                 | Moguls      |                               |                               |                               |
| 01/03/2025 | Almaty                 | Dual Moguls |                               |                               |                               |
| 02/03/2025 | Almaty                 | Aerials     |                               |                               |                               |
| 11/03/2025 | Livgno                 | Moguls      |                               |                               |                               |
| 12/03/2025 | Livgno                 | Dual Moguls |                               |                               |                               |
| 13/03/2025 | Livgno                 | Aerials     |                               |                               |                               |
| 13/03/2025 | Tignes                 | Slopestyle  |                               |                               |                               |
| 14/03/2025 | Tignes                 | Slopestyle  |                               |                               |                               |
| 14/03/2025 | Craigleith             | Skicross    |                               |                               |                               |
| 15/03/2025 | Craigleith             | Skicross    |                               |                               |                               |
| 18 tot en met 30 maart 2025: Wereldkampioenschappen freestyleskiën 2025 in Engadin (telt niet mee voor wereldbeker) |                        |             |                               |                               |                               |
| 29/03/2025 | Idre Fjäll             | Skicross    |                               |                               |                               |
| 30/03/2025 | Idre Fjäll             | Skicross    |                               |                               |                               |

## Vrouwen

### Kalender
| Datum | Plaats                 | Onderdeel   | Eerste                        | Tweede                        | Derde                         |
| --- | ---------------------- | ----------- | ----------------------------- | ----------------------------- | ----------------------------- |
| 08/09/2024 | Cardrona               | Halfpipe    | Eileen Gu                     | Zhang Kexin                   | Rachael Karker                |
| 18/10/2024 | Chur                   | Big air     | Mathilde Gremaud              | Flora Tabanelli               | Muriel Mohr                   |
| 23/11/2024 | Stubai                 | Slopestyle  | Tess Ledeux                   | Mathilde Gremaud              | Sarah Höfflin                 |
| 30/11/2024 | Ruka                   | Moguls      | Perrine Laffont               | Jakara Anthony                | Olivia Giaccio                |
| 01/12/2024 | Beijing                | Big air     | Tess Ledeux                   | Sarah Höfflin                 | Flora Tabanelli               |
| 06/12/2024 | Idre Fjäll             | Moguls      | Jakara Anthony                | Perrine Laffont               | Maia Schwinghammer            |
| 07/12/2024 | Idre Fjäll             | Dual Moguls | Afgelast, vanwege dichte mist | Afgelast, vanwege dichte mist | Afgelast, vanwege dichte mist |
| 07/12/2024 | Secret Garden          | Halfpipe    | Eileen Gu                     | Li Fanghui                    | Svea Irving                   |
| 12/12/2024 | Val Thorens            | Skicross    | Marielle Thompson             | Fanny Smith                   | Daniela Maier                 |
| 13/12/2024 | Val Thorens            | Skicross    | India Sherret                 | Daniela Maier                 | Marielle Thompson             |
| 13/12/2024 | Alpe d'Huez            | Moguls      | Afgelast                      | Afgelast                      | Afgelast                      |
| 14/12/2024 | Alpe d'Huez            | Dual Moguls | Afgelast                      | Afgelast                      | Afgelast                      |
| 17/12/2024 | Arosa                  | Skicross    | Marielle Thompson             | India Sherret                 | Hannah Schmidt                |
| 20/12/2024 | Innichen               | Skicross    | Daniela Maier                 | Talina Gantenbein             | Marielle Berger Sabbatel      |
| 21/12/2024 | Innichen               | Skicross    | Daniela Maier                 | Jole Galli                    | Marielle Berger Sabbatel      |
| 20/12/2024 | Bakoeriani             | Moguls      | Olivia Giaccio                | Perrine Laffont               | Jaelin Kauf                   |
| 21/12/2024 | Bakoeriani             | Dual Moguls | Jaelin Kauf                   | Rino Yanagimoto               | Perrine Laffont               |
| 21/12/2024 | Copper Mountain        | Halfpipe    | Eileen Gu                     | Zoe Atkin                     | Cassie Sharpe                 |
| 04/01/2025 | Klagenfurt             | Big air     | Liu Mengting                  | Flora Tabanelli               | Muriel Mohr                   |
| 10/01/2025 | Kreischberg            | Big air     | Flora Tabanelli               | Anni Kärävä                   | Lara Wolf                     |
| 16/01/2025 | Reiteralm              | Skicross    |                               |                               |                               |
| 17/01/2025 | Reiteralm              | Skicross    |                               |                               |                               |
| 17/01/2025 | Laax                   | Slopestyle  |                               |                               |                               |
| 18/01/2025 | Lake Placid            | Aerials     |                               |                               |                               |
| 24/01/2025 | Waterville Valley      | Moguls      |                               |                               |                               |
| 25/01/2025 | Waterville Valley      | Dual Moguls |                               |                               |                               |
| 25/01/2025 | Lac Beauport           | Aerials     |                               |                               |                               |
| 26/01/2025 | Lac Beauport           | Aerials     |                               |                               |                               |
| 31/01/2025 | Val Saint-Côme         | Moguls      |                               |                               |                               |
| 01/02/2025 | Val Saint-Côme         | Dual Moguls |                               |                               |                               |
| 01/02/2025 | Sankt Moritz           | Skicross    |                               |                               |                               |
| 02/02/2025 | Sankt Moritz           | Skicross    |                               |                               |                               |
| 01/02/2025 | Aspen                  | Slopestyle  |                               |                               |                               |
| 02/02/2025 | Aspen                  | Halfpipe    |                               |                               |                               |
| 06/02/2025 | Aspen                  | Big air     |                               |                               |                               |
| 06/02/2025 | Deer Valley            | Moguls      |                               |                               |                               |
| 07/02/2025 | Deer Valley            | Aerials     |                               |                               |                               |
| 08/02/2025 | Deer Valley            | Dual Moguls |                               |                               |                               |
| 08/02/2025 | Val di Fassa           | Skicross    |                               |                               |                               |
| 09/02/2025 | Val di Fassa           | Skicross    |                               |                               |                               |
| 15/02/2025 | Calgary                | Halfpipe    |                               |                               |                               |
| 21/02/2025 | Baidahu                | Moguls      |                               |                               |                               |
| 22/02/2025 | Baidahu                | Dual Moguls |                               |                               |                               |
| 23/02/2025 | Baidahu                | Aerials     |                               |                               |                               |
| 22/02/2025 | Stoneham-et-Tewkesbury | Halfpipe    |                               |                               |                               |
| 28/02/2025 | Goedaoeri              | Skicross    |                               |                               |                               |
| 01/03/2025 | Goedaoeri              | Skicross    |                               |                               |                               |
| 28/02/2025 | Almaty                 | Moguls      |                               |                               |                               |
| 01/03/2025 | Almaty                 | Dual Moguls |                               |                               |                               |
| 02/03/2025 | Almaty                 | Aerials     |                               |                               |                               |
| 11/03/2025 | Livgno                 | Moguls      |                               |                               |                               |
| 12/03/2025 | Livgno                 | Dual Moguls |                               |                               |                               |
| 13/03/2025 | Livgno                 | Aerials     |                               |                               |                               |
| 13/03/2025 | Tignes                 | Slopestyle  |                               |                               |                               |
| 14/03/2025 | Tignes                 | Slopestyle  |                               |                               |                               |
| 14/03/2025 | Craigleith             | Skicross    |                               |                               |                               |
| 15/03/2025 | Craigleith             | Skicross    |                               |                               |                               |
| 18 tot en met 30 maart 2025: Wereldkampioenschappen freestyleskiën 2025 in Engadin (telt niet mee voor wereldbeker) |                        |             |                               |                               |                               |
| 29/03/2025 | Idre Fjäll             | Skicross    |                               |                               |                               |
| 30/03/2025 | Idre Fjäll             | Skicross    |                               |                               |                               |